# Hirotsugu Homma
Hirotsugu Homma (本間大嗣, Honma Hirotsugu, alias HIRO ou Hiro Homma, né le 18 novembre 1964)  est un batteur japonais de heavy metal, membre des populaires groupes de métal Loudness puis Anthem.
Il débute en 1982 avec le groupe de metal Flatbacker, renommé E.Z.O en 1987, séparé en  1990. Il joue ensuite avec Mari Hamada, avant de rejoindre le groupe Loudness en 1994, jusqu'à la reformation du Loudness original en 2000. Il rejoint ensuite le groupe Anthem en 2001.

## Liens
- (ja) Hiro Homma - Site officiel